# Sebeș

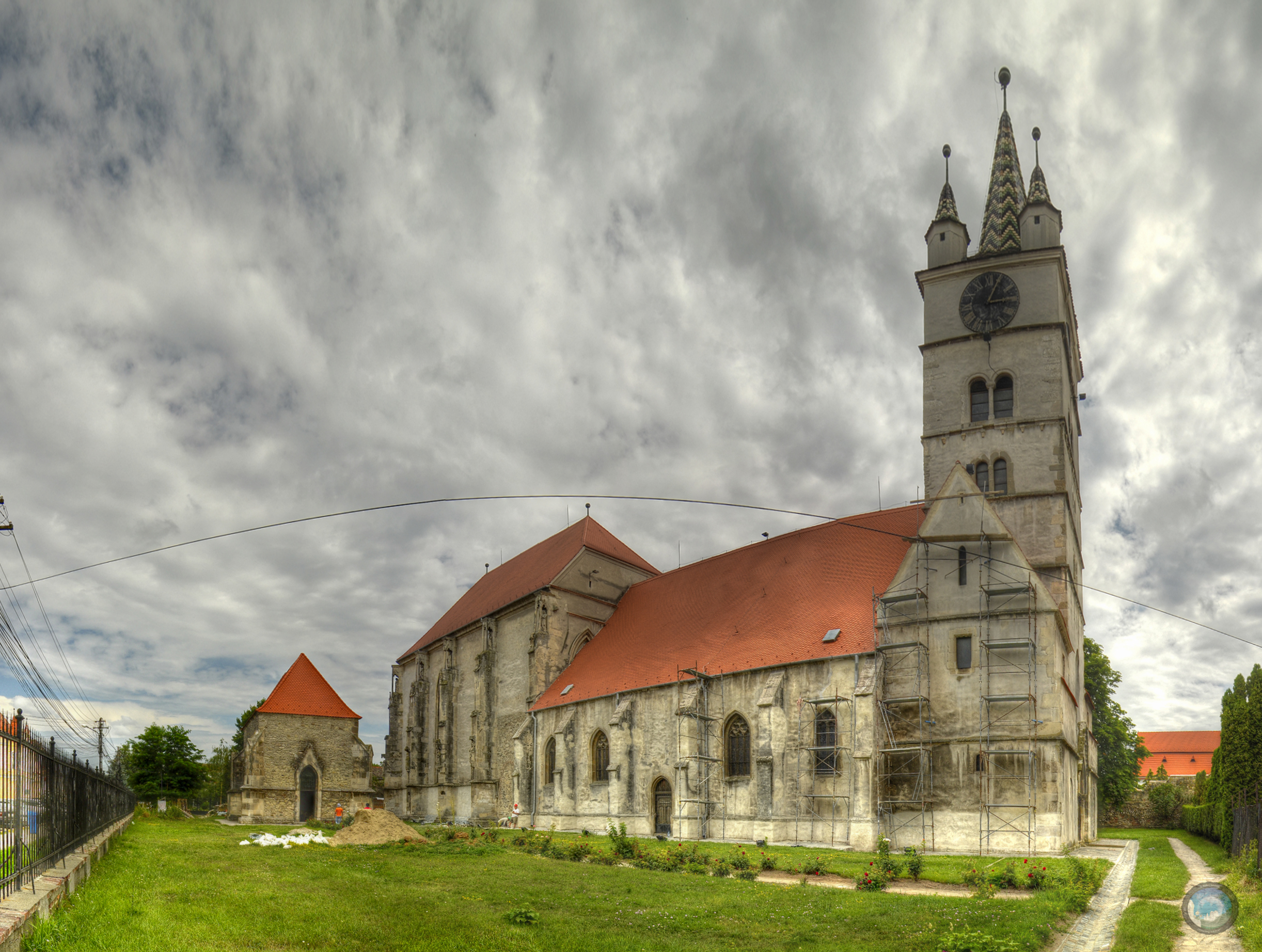
Saksische Evangelische Kerk

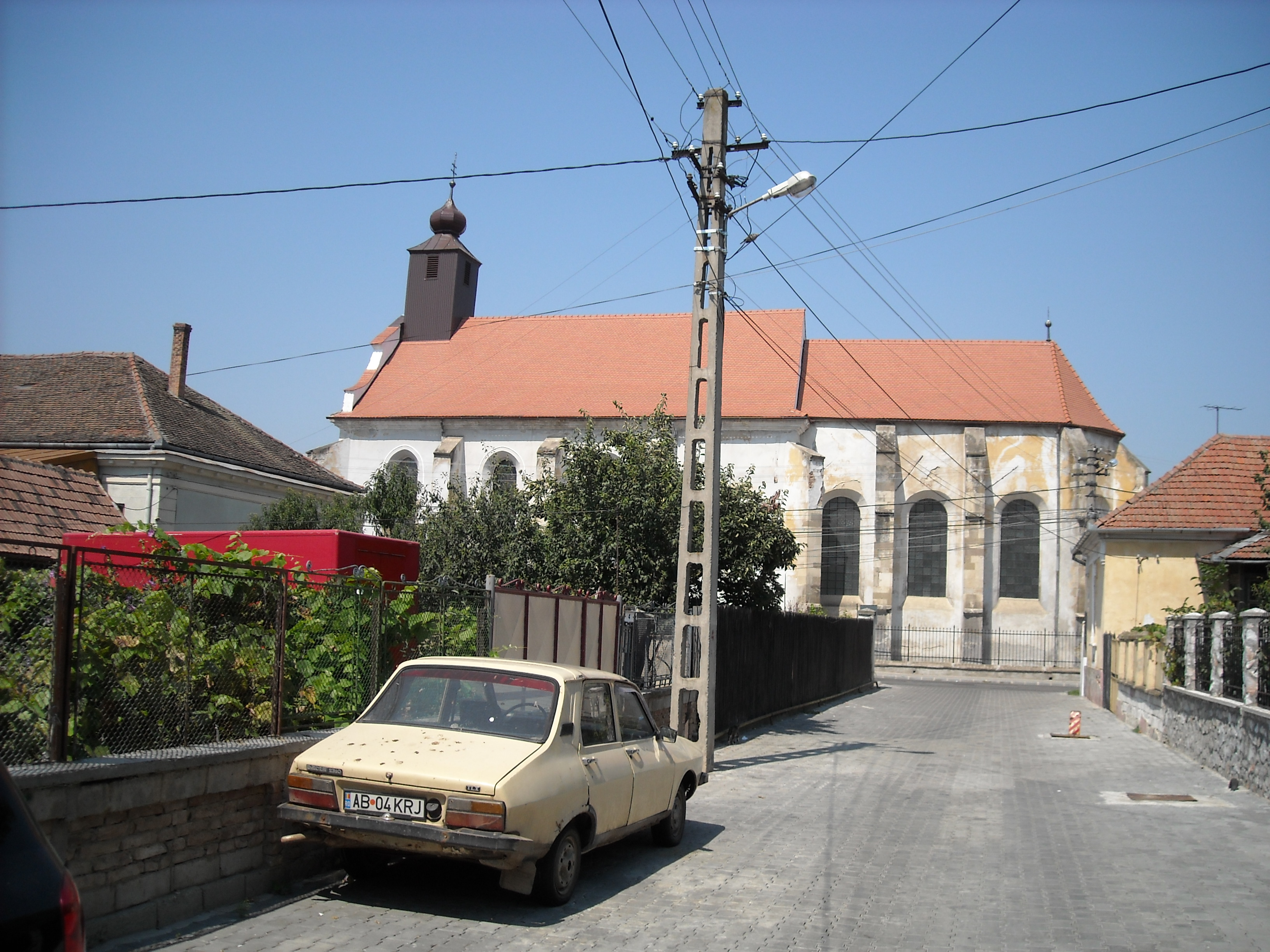
Rooms-Katholieke Franciscanenkerk

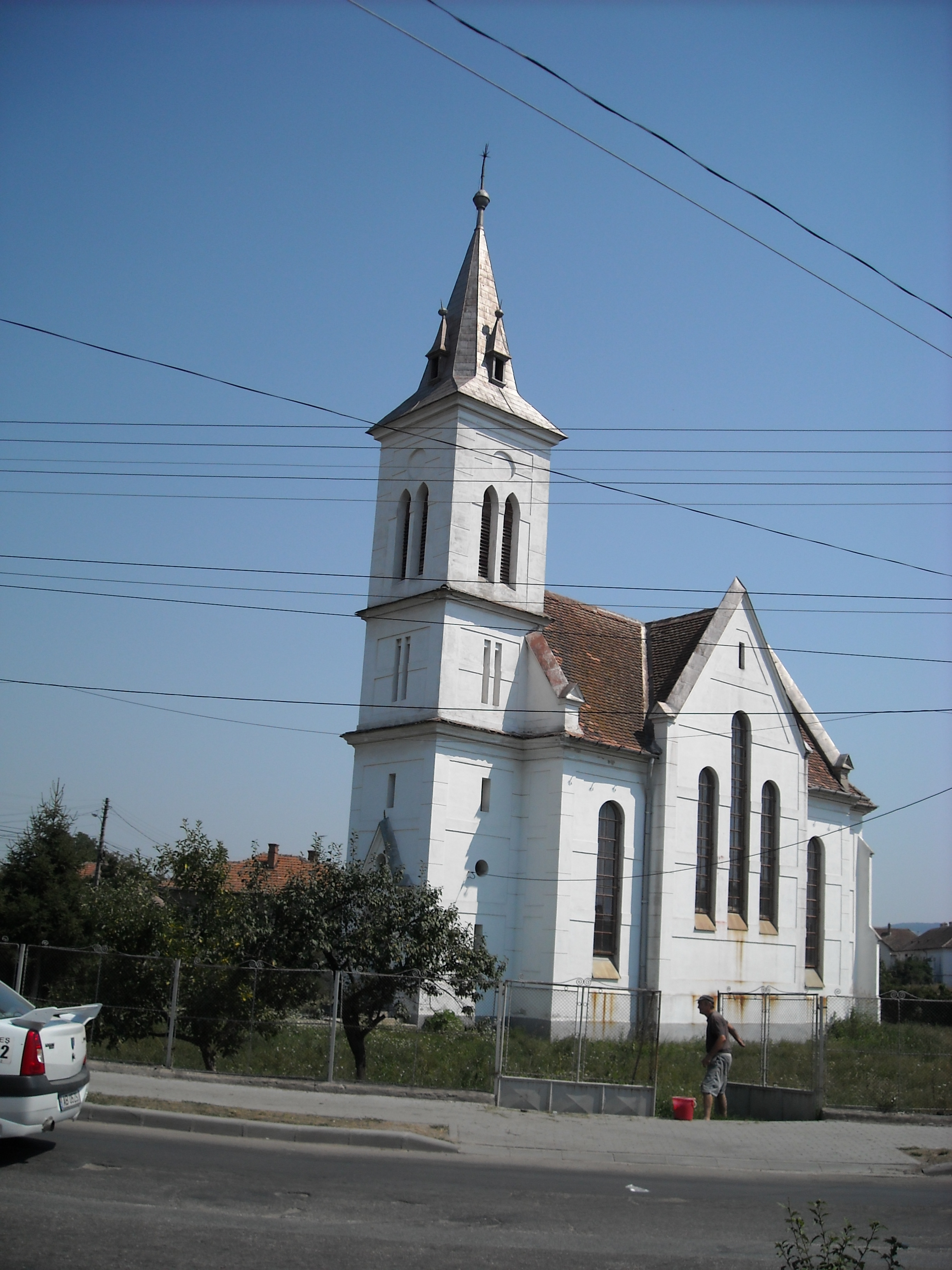
Hongaars-Gereformeerde Kerk

Sebeș (Hongaars: Szászsebes, Duits: Mühlbach) is een Roemeense stad in het district Alba, in de regio Transsylvanië. De stad heeft 27.698 inwoners (2002).

## Etymologie
De naam komt van het Hongaarse woord Sebes dat snel betekent, waarmee ze de snelle stroming van de rivier de Sebeș bedoelen die door de stad stroomt.
Het Duitse woord Mühlbach dat Molenbeek betekent, komt van de molens die aan de rivier lagen.

## Demografie
De stad Sebeș had in het jaar 1977 25.926 inwoners.
15 jaar later, in 1992, had de stad 29.754 inwoners.
De populatie van Sebeș was in 2002 27.698.
De bevolkingsgroepen in de stad:
| Nationaliteit | Inwonersaantal | In Procent |
| ------------- | -------------- | ---------- |
| Roemenen      | 25.580         | 92,41%     |
| Roma          | 1406           | 5,08%      |
| Duitsers      | 425            | 1,54%      |
| Hongaren      | 218            | 0,79%      |
| Overige Nat.  | 51             | 0,18%      |

## Geografie
Sebeș ligt aan de gelijknamige rivier Sebeș en ligt in de dal van de Mureș-rivier.
In de stad kruisen twee belangrijke wegen van Roemenië, de E68 DN1, die van Sibiu komt en naar de steden Deva en Arad, en de E81 DN7, die ook van Sibiu komt, en naar Alba Iulia, Turda en Cluj-Napoca gaat.
De Transsylvaanse stad ligt 15 km ten zuiden van de provinciehoofdstad, Alba Iulia.
Andere dorpjes in de gemeente Sebeș zijn:
- Petrești - 3,5 km ten zuiden
- Lancrăm - 2 km ten noorden
- Rahău - 6 km ten oosten

## Geschiedenis
Sebeș is gebouwd door de Daciërs, maar kwam rond het jaar 100 onder Romeins bestuur.
Nadat Sebeș vanaf 896 door de Hongaren werd ingenomen woonden er Szeklers die daarna vertrokken naar de regio Szeklerland (Sepsiszék). Vervolgens gingen de Transsylvaanse Saksen de stad bewonen, ze arriveerden tussen 1158 en 1200 in het gebied. In het jaar 1241 verwoestten de Mongolen het gehele gebied. De Hongaarse koning liet opnieuw Saksen vestigen die werden opgedragen om versterkte nederzettingen te bouwen. In 1303 wordt de stad voor het eerst vermeld onder de naam Szászsebes, naast de stad werden nog 10 dorpen genoemd. Volgens een overzicht van 1376 waren er 19 gilden actief in de stad waarmee het op de derde plek stond tussen de steden van het Transsylvanische vorstendom.
Na de Tataarse invasies werd de stadsmuur weer opgebouwd, maar de stad werd in 1438 ingenomen door de Ottomanen. In 1540 sterft de vorst van Transsylvanië/ koning van Hongarije, Johan Zápolya in de stad. Later veroverden de Habsburgers de stad en werd het een Oostenrijks-Hongaarse stad in het Hongaarse deel van de dubbelmonarchie. Tussen 1303 en 1876 was de plaats de hoofdstad van de Mühlbacher Stuhl een autonoom gebied dat bestuurd werd door de Zevenburger Saksen. Vanaf 1876 werd de plaats onderdeel van het Hongaarse comitaat Szeben. In 1877 wordt voor het eerst een Roemeen gekozen tot burgemeester (Simeon Balomiri). In 1875 wordt de stad aangesloten op het spoornetwerk van de Oostenrijk-Hongaarse staatsspoorwegen. In 1912 werd het Sint Sofia stadsziekenhuis geopend. In het jaar 1918 werd Sebeș toegewezen aan de Roemenen dankzij het verdrag van Trianon. In 1925 werd Sebeș afgesplitst van het comitaat Szeben en toegevoegd aan het district Alba (Hongaars: Fehér).

## Bevolkingssamenstelling
- 1850 4456 inwoners; 2695 (Roemenen), 1568 (Duitsers), 123 (Roma) en 39 (Hongaren)
- 1900 7770 inwoners; 4857 (Roemenen), 2253 (Duitsers), 549 (Hongaren)
- 2002 21077 inwoners; 19303 (Roemenen), 1330 (Roma), 231 (Duitsers) en 166(Hongaren)

Steden met gemeentestatus: Alba Iulia · Aiud · Blaj · Sebeș

Steden zonder gemeentestatus: Abrud · Baia de Arieș · Câmpeni · Cugir · Ocna Mureș · Teiuș · Zlatna

Gemeenten: Albac · Almaşu Mare · Arieșeni · Avram Iancu · Berghin · Bistra · Blandiana · Bucium · Câlnic · Cenade · Cergău · Ceru-Băcăinți · Cetatea de Baltă · Ciugud · Ciuruleasa · Crăciunelu de Jos · Cricău · Cut · Daia Română · Doștat · Fărău · Galda de Jos · Gârda de Sus · Gârbova · Hopârta · Horea · Ighiu · Întregalde · Jidvei · Livezile · Lupșa · Lopadea Nouă · Lunca Mureșului · Meteș · Mihalț · Mirăslău · Mogoș · Noșlac · Ocoliș · Ohaba · Pianu · Poiana Vadului · Ponor · Poșaga · Rădești · Râmeț · Rimetea · Roșia de Secaș · Roșia Montană · Sălciua · Săliștea · Sâncel · Săsciori · Sântimbru · Scărișoara · Stremț · Șibot · Sohodol · Șpring · Șugag · Șona · Unirea · Vadu Moților · Valea Lungă · Vidra · Vințu de Jos